# Ctenus peregrinus
Ctenus peregrinus este o specie de păianjeni din genul Ctenus, familia Ctenidae, descrisă de F. O. P.-cambridge, 1900. Conține o singură subspecie: C. p. sapperi.